# Traffic Message Channel
 For alternative betydninger, se TMC.
Traffic Message Channel (RDS-TMC, TMC) er en teknik til at sende tekstbaserede trafikinformation via RDS. RDS kan fx sendes via FM-radio eller DAB.
Systemet baserer sig på nummererede geografiske referencepunkter i kombination med tekst og tidsoplysninger og advarer sædvanligvis om trafikulykker, vejarbejder og vejvejr (fx underafkølede isede veje).
For at kunne modtage disse meddelelser behøves en bilradio, GPS-modtager eller en GPS-navigationsenhed, som støtter RDS-TMC. En GPS-modtager eller en GPS-navigationsenhed kan sædvanligvis anvende TMC-information i sin ruteplanlægning og foreslå andre veje end normalt hvis det er fordelagtigt.
I Danmark står Vejdirektoratet for at formidling af trafikdata via RDS-TMC via Danmarks Radio.
Der er følgende mulige afløsere eller supplører til RDS-TMC:
- Transport Protocol Experts Group (TPEG)
- Global System for Telematics (GST)